# Denis Trento
Denis Trento, né le 2 juin 1982 à Aoste et mort accidentellement à La Salle le 3 mai 2024, est un skieur alpiniste valdôtain.

## Biographie
Denis Trento est champion européen de ski-alpinisme en 2007 et en 2009. Il gagne l'or aux championnats du monde en 2008 et en 2011. En 2009, il gagne le Trophée Mezzalama avec Manfred Reichegger et Matteo Eydallin.
Denis Trento meurt le 3 mai 2024 lors d'un accident sur la Tête de Paramont avant de commencer une descente en ski.

## Palmarès

### Ski-alpinisme
- 2006 :
  - 8e, vertical race
- 2007 :
  - 1er, championnat d'Europe (avec Dennis Brunod, Manfred Reichegger et Guido Giacomelli)
- 2008 :
  - 1er, championnat du monde (avec Dennis Brunod, Manfred Reichegger et Martin Riz)
- 2009 :
  - 1er, championnat d'Europe (avec Matteo Eydallin)
  - 1er, Trophée "Rinaldo Maffeis" (avec Matteo Eydallin)
  - 2e, Dachstein Xtreme
  - 9e, championnat d'Europe, individuel
- 2011 :
  - 1er, championnat du monde (avec Matteo Eydallin)

#### Pierra Menta
- 2006 : 4e, avec Tony Sbalbi
- 2007 : 5e, avec Tony Sbalbi
- 2009 : 2e, avec Matteo Eydallin

#### Trophée Mezzalama
- 2005 : 6e, avec Nicola Invernizzi et Alain Seletto
- 2007 : 3e, avec Manfred Reichegger et Dennis Brunod
- 2009 : 1er, avec Manfred Reichegger et Matteo Eydallin

### Course en montagne
- 2008 : 1er Km vertical Fondation Grand-Paradis